# Zaha Hadid

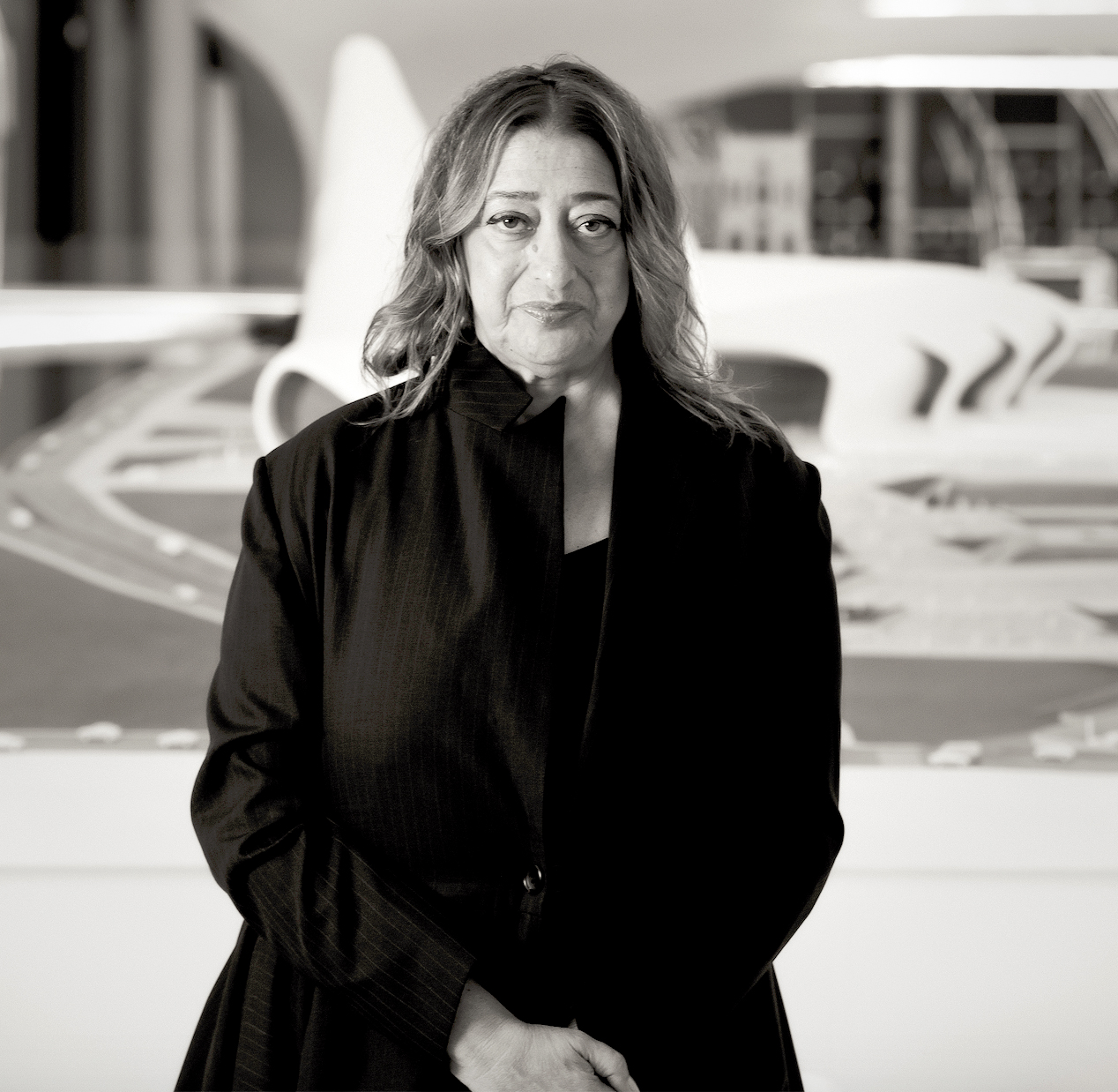
Zaha Hadid vor dem Modell des Heydar-Aliyev-Zentrums in Baku, 2013

Dame Zaha Muhammad Hadid, DBE (arabisch زها حديد, DMG Zahā Ḥadīd; * 31. Oktober 1950 in Bagdad; † 31. März 2016 in Miami, Florida) war eine irakisch-britische Architektin, Hochschullehrerin und Designerin. Als erste Frau erhielt sie 2004 die bedeutendste Ehrung in der Architektur, den Pritzker-Architekturpreis. Im Jahr 2009 wurde ihr der renommierte internationale Kulturpreis Praemium Imperiale der Japan Art Association verliehen.
Ihr Baustil und Design wird von Architekturkritikern und von ihr selbst als fließend oder als kinetisch (auf der Bewegung basierend) bezeichnet. Hadids Geschäftspartner Patrik Schumacher definiert ihren Stil als parametrisch und meint damit eine „Eleganz geordneter Komplexität und den Eindruck nahtloser Fluidität“ (Fließfähigkeit), was auch den „natürlichen Systemen“ entspreche.

## Leben und Werk

### Kindheit
Zaha Hadids Eltern Wajiha Sabunji († 1983) und Muhammad Hussein Hadid (1907–1999) entstammten Familien aus Mossul, die mit Handel, industriellen Investitionen und Immobilien großen Reichtum erlangt hatten. Ihr Vater Muhammad Hadid studierte von 1928 bis 1931 an der London School of Economics, wo er sich auch eine lebenslang anhaltende Bewunderung sowohl für die Ökonomen Sidney Webb, Hugh Dalton und John Maynard Keynes als auch für die sozialdemokratischen Ideen der Fabian Society erwarb. Neben seinem geschäftlichen Engagement wurde er mehrmals Finanzminister, war 1946 Mitbegründer der Iraqi Democratic Party und 1960 Mitbegründer und der Leiter der Progressive Democratic Party. Zaha Hadids Eltern pflegten einen westlichen Lebensstil; so wuchs sie mit ihren beiden Brüdern in einem Haus auf, das vom Bauhaus-Stil beeinflusst war.
Schon als Kind entwarf sie ihr eigenes Kinderzimmer neu, dieser Plan wurde dann von einem Tischler als Vorlage für viele weitere Kinderzimmer in Bagdad ausgeführt. In den späten 1950er Jahren konnte sie auch den Bau des irakischen Planungsministeriums beobachten, das Gio Ponti als eine Replik des Pirelli-Hochhauses in Bagdad erbauen ließ. Ihre Schulzeit verbrachte sie in einer von katholischen Nonnen geleiteten Klosterschule in Bagdad, später in einem Schweizer und einem englischen Internat. Mit elf Jahren wollte sie bereits Architektin werden.

### Ausbildung
Bis 1971 studierte sie Mathematik an der American University of Beirut. Von 1972 bis 1977 studierte sie Architektur an der Architectural Association School (AA) in London. Unter Leitung von Alvin Boyarsky wurde die AA in den 1970er Jahren ein Zentrum für die Gegenbewegung einer zweiten architektonischen Moderne. Dozenten wie Rem Koolhaas und Bernard Tschumi standen für eine Suche nach neuen Formen jenseits der klassischen Moderne und des Neo-Historismus. Schon damals galt Zaha Hadid als außerordentlich begabt. Ihre Abschlussarbeit war ein Hotel an der Londoner Hungerford Bridge, das sie Malevich’s Tectonics nannte, als Reverenz an den russischen Suprematisten Kasimir Malewitsch.
1977 nahm sie das Angebot an, Mitarbeiterin an Koolhaas’ Office for Metropolitan Architecture (OMA) zu werden und blieb dort sechs Monate. Danach lehrte sie zehn Jahre lang an der AA neben ihren ehemaligen Dozenten Rem Koolhaas und Elia Zenghelis und baute sich dort einen Kreis von Anhängern unter den Studierenden auf. Die britische Hauptstadt wurde zu ihrer Wahlheimat. Dort eröffnete sie 1980 auch ihr eigenes Architekturbüro. Der deutsche Architekt und heutige Architekturprofessor Patrik Schumacher (* 1961) wurde durch ihren Hongkonger Peak Leisure Club auf sie aufmerksam und machte 1983 ein Praktikum in ihrem Architekturbüro. Ab 1988 war er ihr Mitarbeiter und seit 2002 Teilhaber (Partner).

### Projekte und Objekte
Internationales Aufsehen erregte sie erstmals 1982/1983 mit dem Entwurf für den Freizeit- und Erholungspark The Peak Leisure Club an einem Berghang von Hongkong. Sie erhielt für ihr Konzept terrassenförmig angelegter Horizontalen, die sich diagonal kreuzen, den ersten Platz gegenüber 600 Konkurrenten und gründete mit dem Preisgeld von 100.000 US-Dollar ihr erstes Büro. „Dieser ‚horizontale Wolkenkratzer‘ wurde ein Opfer der politischen Entwicklung, der Rückgabe Hongkongs an China.“ Mit diesem Entwurf war sie 1988 auch als einzige Frau an der einflussreichen Deconstructivist Architecture-Ausstellung des New Yorker Museum of Modern Art vertreten und galt daher zunächst als eine theoretische Vordenkerin des Dekonstruktivismus. Gleichwohl war sie nicht diesem verpflichtet, sondern auf der Suche nach einer erst noch zu findenden Formensprache der Moderne. Lange Zeit waren ihre Projekte den Bauherren zu kühn. Viele nicht ausgeführte Entwürfe stehen für eine lange Durststrecke. Darunter befinden sich nicht gebaute Projekte wie ein Bürohaus am Kurfürstendamm 70 in Berlin-Charlottenburg, 1. Preis 1986 (mit nur 2,7 m Sockelbreite, den Zuschlag erhielt Helmut Jahn) und der Neue Zollhof in Düsseldorf, 1990 (den Zuschlag erhielt später Frank Gehry).
Tief getroffen wurde sie von der hartnäckigen und ausdauernden Ablehnung ihrer Entwürfe für das Opernhaus im walisischen Cardiff Mitte der 1990er Jahre. Drei Mal wurde der Wettbewerb neu ausgeschrieben, da der Baukommission der Siegerentwurf der Jury nicht gefiel, und jedes Mal gewann ein Entwurf von ihr. Gegen 268 andere Architekten aus der ganzen Welt konnte sie sich durchsetzen, darunter bekannte Namen wie Norman Foster, Mario Botta, Rem Koolhaas. Um das Geschmacksurteil der Baukommission gegenüber der Jury zu rechtfertigen, brachte man schließlich die Behauptung in Umlauf, ihre Gebäude wären „unbaubar“. Tatsächlich jedoch überprüften die führenden Statik-Experten des Londoner Büros von Arup die Modelle und bestätigten diese als stabil. Zum ersten Mal war sie hier auch mit einer organisierten, „üblen“ Zeitungskampagne („tabloid campaign“) konfrontiert, welche die Entscheidung der Baukommission mit vielen Einwänden und sogar Verbalinjurien unterstützte. Alan Yentob bezeichnete daher die Vorgänge in Cardiff im Nachhinein als ein „Verbrechen“. Hadid vermutete, dass diese konzertierte Attacke sie um sieben oder acht Jahre zurückgeworfen habe.

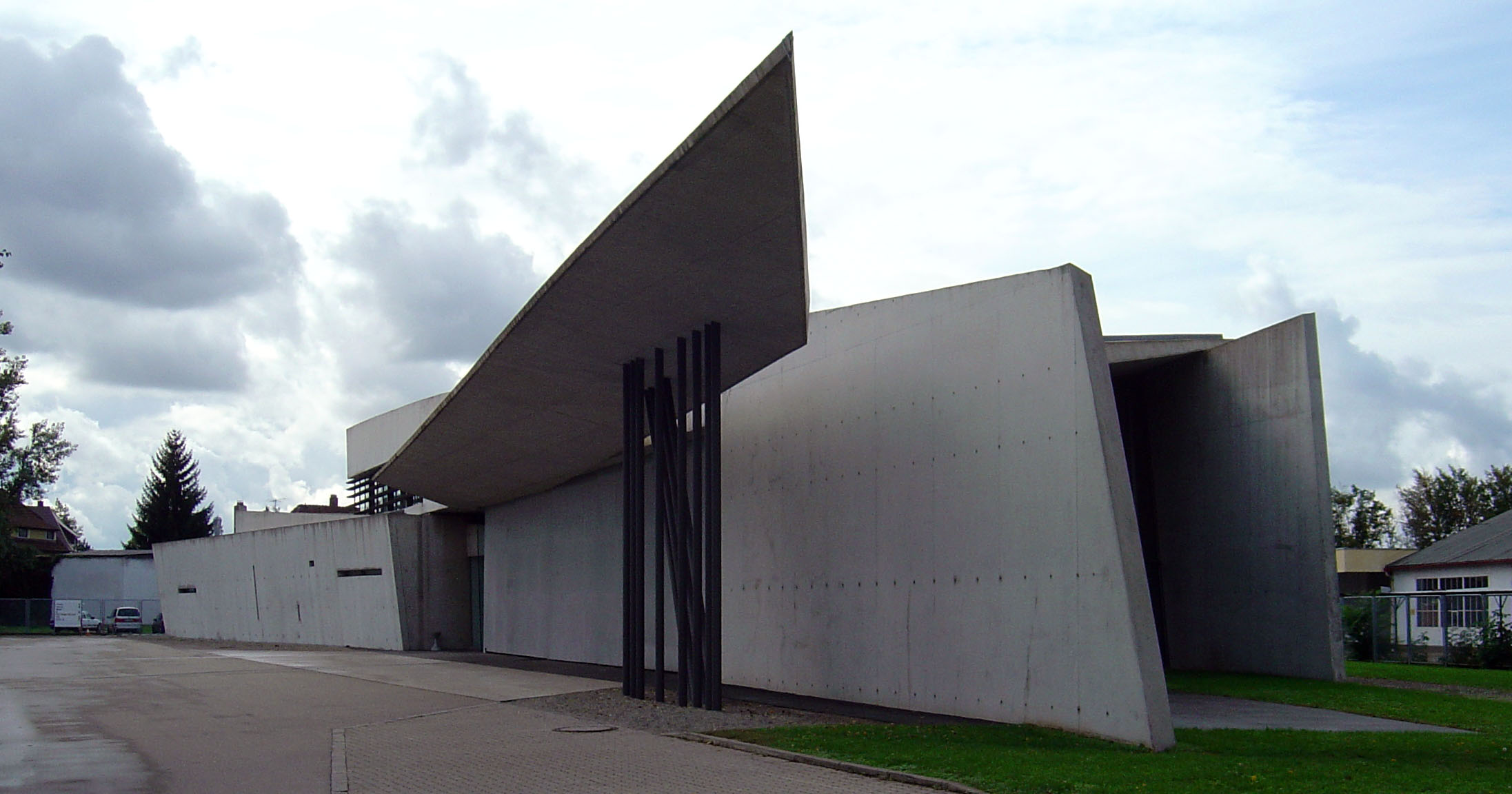
Früheres Feuerwehrhaus von vitra

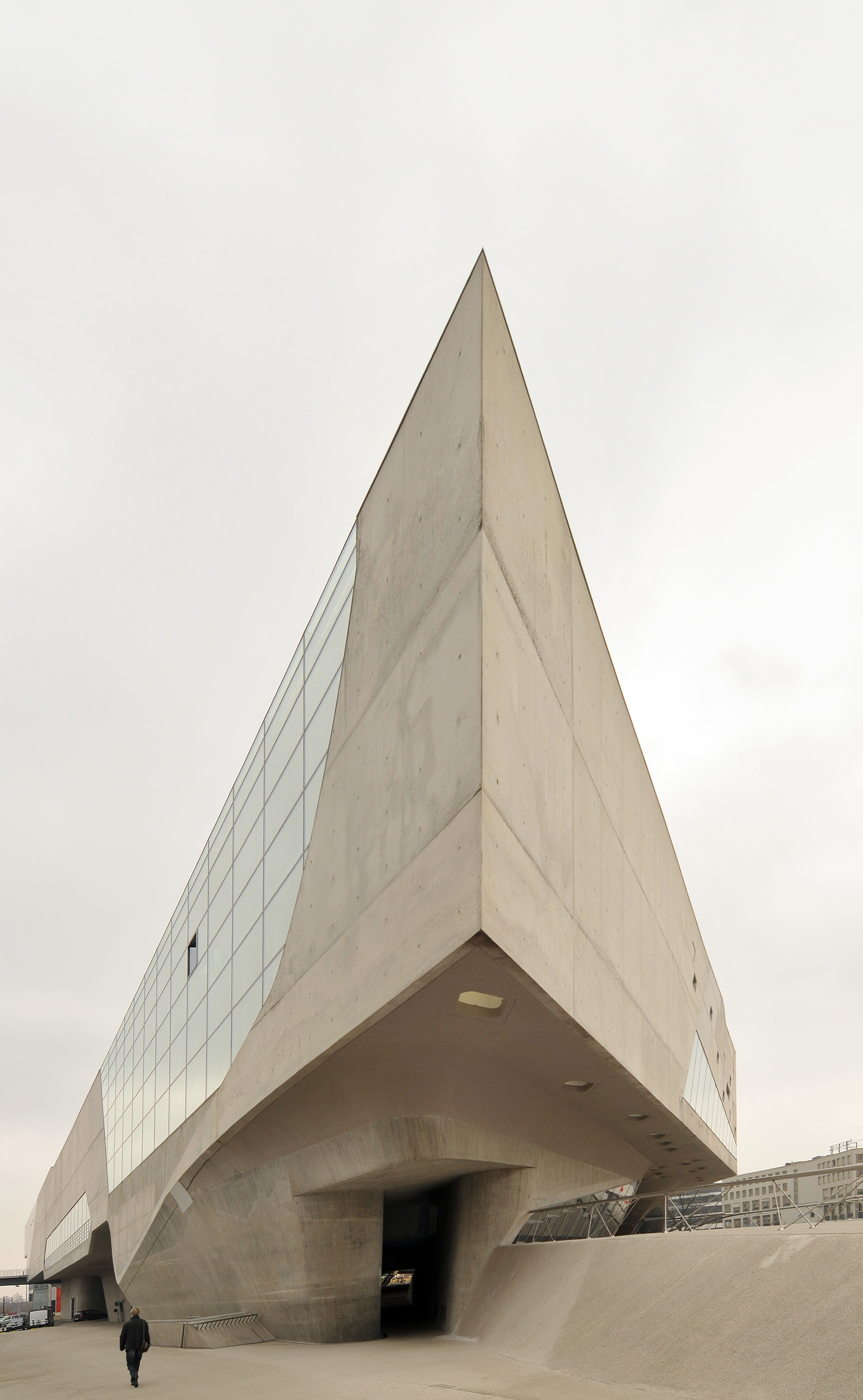
phæno – die Experimentierlandschaft, 2005, ein Wissenschaftsmuseum in Wolfsburg

Erst 1993 schaffte sie den Durchbruch und konnte ihren ersten Entwurf realisieren: das Feuerwehrhaus des vitra-Werks in Weil am Rhein. Sie verdankte dies der Innovationsfreude von Rolf Fehlbaum, dem geschäftsführenden Inhaber von vitra, der bereits eine Reihe angesehener Architekten wie Tadao Andō und Frank Gehry für den Bau neuer Produktionsstätten, anderer Firmengebäude und des Vitra Design Museums engagiert hatte. Zwar hatte sie schon 1987 mit dem Bau eines vergleichsweise unauffälligen Hauses mit Wohnhof zur IBA in Berlin-Kreuzberg begonnen, doch wurde dieses erst 1994 fertiggestellt. Bei Hadids Feuerwache laufen die Betonwände in einem spitzen Winkel auf den Haupteingang zu und verleihen so dem Gebäude eine extreme Dynamik. In der Fachwelt wird die Feuerwache als eine „revolutionäre“ Bau-„Ikone“ gewürdigt. Hadid-Kritiker kolportieren dagegen vorzugsweise die Unmutsbekundungen einiger Feuerwehrleute, die nicht mit den schrägen Wänden zurechtkamen, und unterschlagen dabei, dass das Gebäude zur vollen Zufriedenheit funktionierte. „Zu der Zeit war es wahrscheinlich die aufregendste Feuerwache der Welt und sie funktionierte prima“, so Fehlbaum. Nach wenigen Jahren wurde die Feuerwache nicht mehr gebraucht, doch nicht wegen des Missfallens einzelner Feuerwehrleute, sondern „da eine Betriebsfeuerwehr nur den Ersteinsatz vornehmen, nicht aber die Arbeit der öffentlichen Feuerwehr ersetzen konnte“.
Ihr größtes Projekt in Deutschland war das phæno in Wolfsburg (Bauzeit 2001–2005), ein interaktives Erlebnismuseum der Naturwissenschaften, bei dem sie neue Möglichkeiten der dynamischen Gestaltung des Raumes erprobte. Hadid hielt diesen Entwurf für ihr ehrgeizigstes Bauwerk in Deutschland, da es trotz seiner komplexen Konstruktion „schwerelos wirke“. Hadid war bei ihrer unablässigen Suche nach neuen Formen auch stets daran interessiert, die neuesten Bautechniken und -materialien zu verwenden, so wie hier mit einem selbstverdichtenden Beton (SVB).
Etwa Mitte der 2000er Jahre wurden Hadids Entwürfe organischer und fließender, wie die Stationen der Hungerburgbahn in Innsbruck (2005–2008) und die Bauten in China. Diese jüngeren Werke wurden als „archaisch und futuristisch“ zugleich beschrieben.
Ihre architektonischen Vorbilder waren vor allem die russischen Suprematisten und Konstruktivisten wie Kasimir Malewitsch oder El Lissitzky. Demgegenüber hielt sie die Postmoderne Architektur für eine intellektuelle Katastrophe. Hadids Arbeiten schienen nach Ansicht von Beobachtern dem Credo von Malewitsch zu folgen: „Wir können nur dann Raum wahrnehmen, wenn wir uns von der Erde loslösen, wenn der Auflagepunkt verschwindet.“ (1928) Hadids Abneigung gegen das Primat des rechten Winkels brachte sie so zum Ausdruck:

„Das Wichtigste ist die Bewegung, der Fluss der Dinge, eine nicht-euklidische Geometrie, in der sich nichts wiederholt: eine Neuordnung des Raumes.“

Seit 2011 unterhielt Zaha Hadid Architects neben dem Hauptsitz in Clerkenwell in London für einige Jahre auch ein Büro bei der Speicherstadt in Hamburg. Das Londoner Architekturbüro residiert in einer ehemaligen viktorianischen Schule und beschäftigte im Jahr 2012 etwa 250 Mitarbeiter.
2015 waren es rund 400 Architekten, die an über 950 Projekten in 44 Ländern arbeiteten.

### Design
Hadid war auch im Bereich Design tätig und realisierte unter anderem Möbelentwürfe, Inneneinrichtungen, Messepavillons, Ausstellungsgestaltungen und Gebrauchsgegenstände. Sie sagte, sie würde gern mehr Objekte gestalten, auch weil man hier die Ergebnisse schneller sehe als in der Architektur, doch fehle ihr dafür die Zeit. Unter anderem entwarf sie:
- ein Bühnenbild für die Pet Shop Boys World Tour 1999/2000[35]
- ein Bühnenbild für Beat Furrers Oper Begehren in Graz 2003
- die ergonomisch-dynamische Sofa-Kombination Moon System für den Mailänder Möbelhersteller B&B Italia im Jahr 2007.[36]
- einen Plastikschuh in je acht Farben für den brasilianischen Schuh-Produzenten Melissa, die Schuhe wurden im Herbst 2008 auf der London Fashion Week vorgestellt.[37]
- die Sofa-Kombination Zephyr für den Mailänder Möbelhersteller Cassina.[38]
- eine Weinflasche für den österreichischen Winzer Leo Hillinger, von der nur 999 Flaschen hergestellt wurden, im Jahr 2013.[39]
- den Liquid Glacial Table für David Gill Galleries, London.[40] 2012/13 kreierte sie mehrere durchsichtige Tische aus Acryl und Plexiglas, deren Tischbeine den Eindruck von herabfließendem Wasser erwecken.[41]
- zwei hochwertige Tapetenkollektionen für die Marburger Tapetenfabrik: Art Borders (2010)[42] und Hommage (2015).[43] Hommage, eine ihrer letzten Arbeiten überhaupt, ist eine Variation organischer Formen in dreidimensionaler Darstellung, in Digitaldruck und auf 300 Exemplare je Farbton limitiert.[43] Diese Kollektion, die ihre räumliche Wirkung erst unmittelbar davor - wovor?? -entfaltet,[43] wurde 2017 mit dem Iconic Award vom Rat für Formgebung ausgezeichnet.[44]

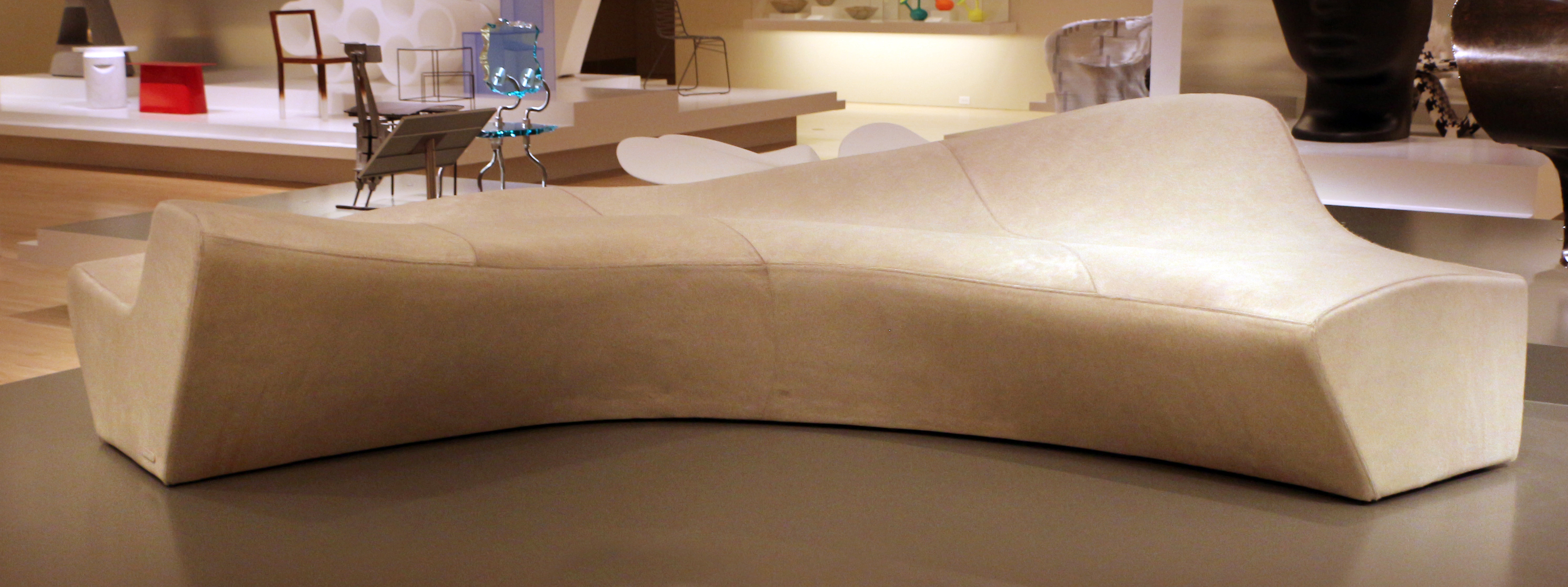
Sofa, 2000
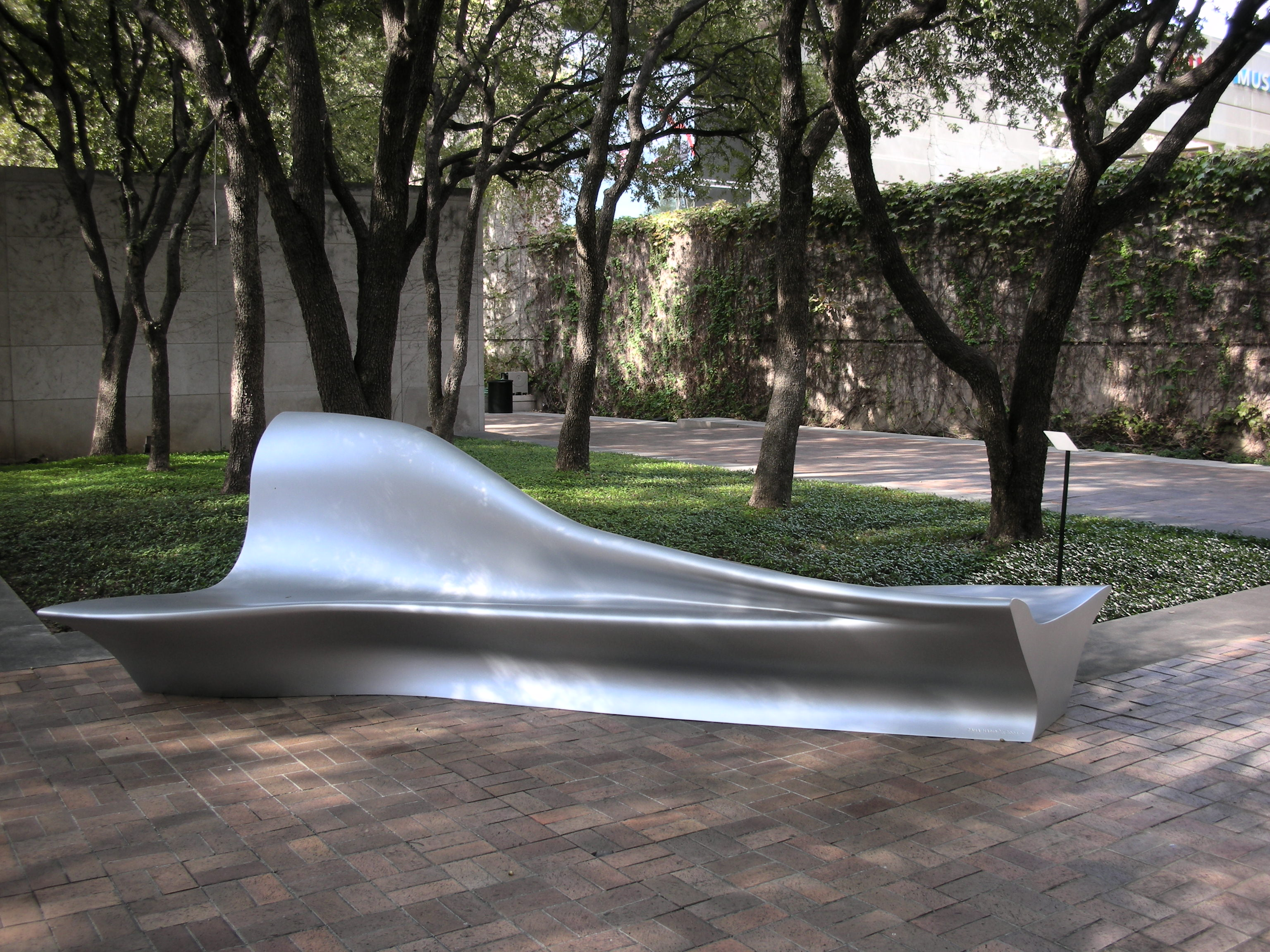
Sitzbank aus Aluminiumguss, Entwurf 2003, Dallas Museum of Art
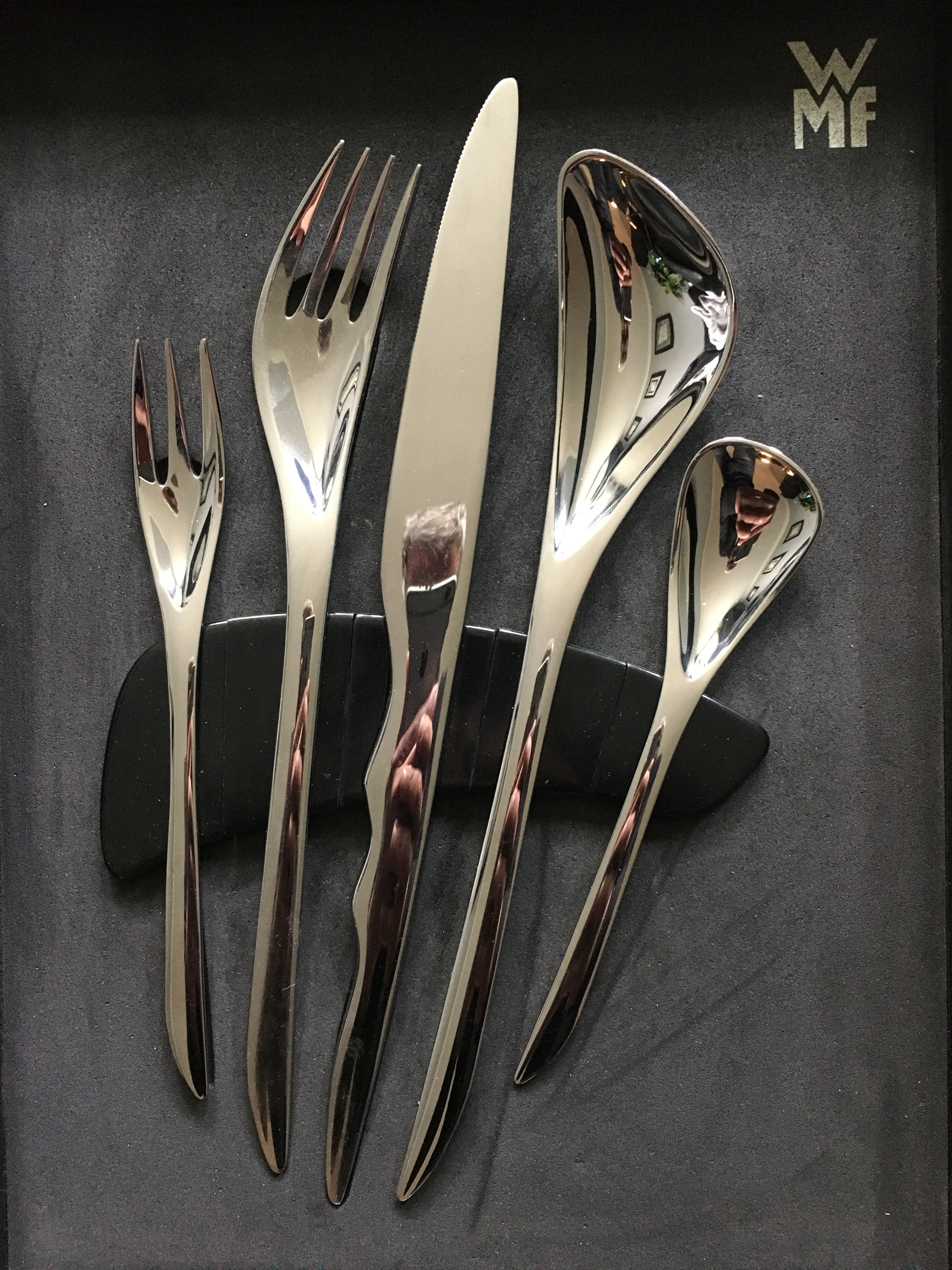
Essbesteck aus Edelstahl von WMF, 2007
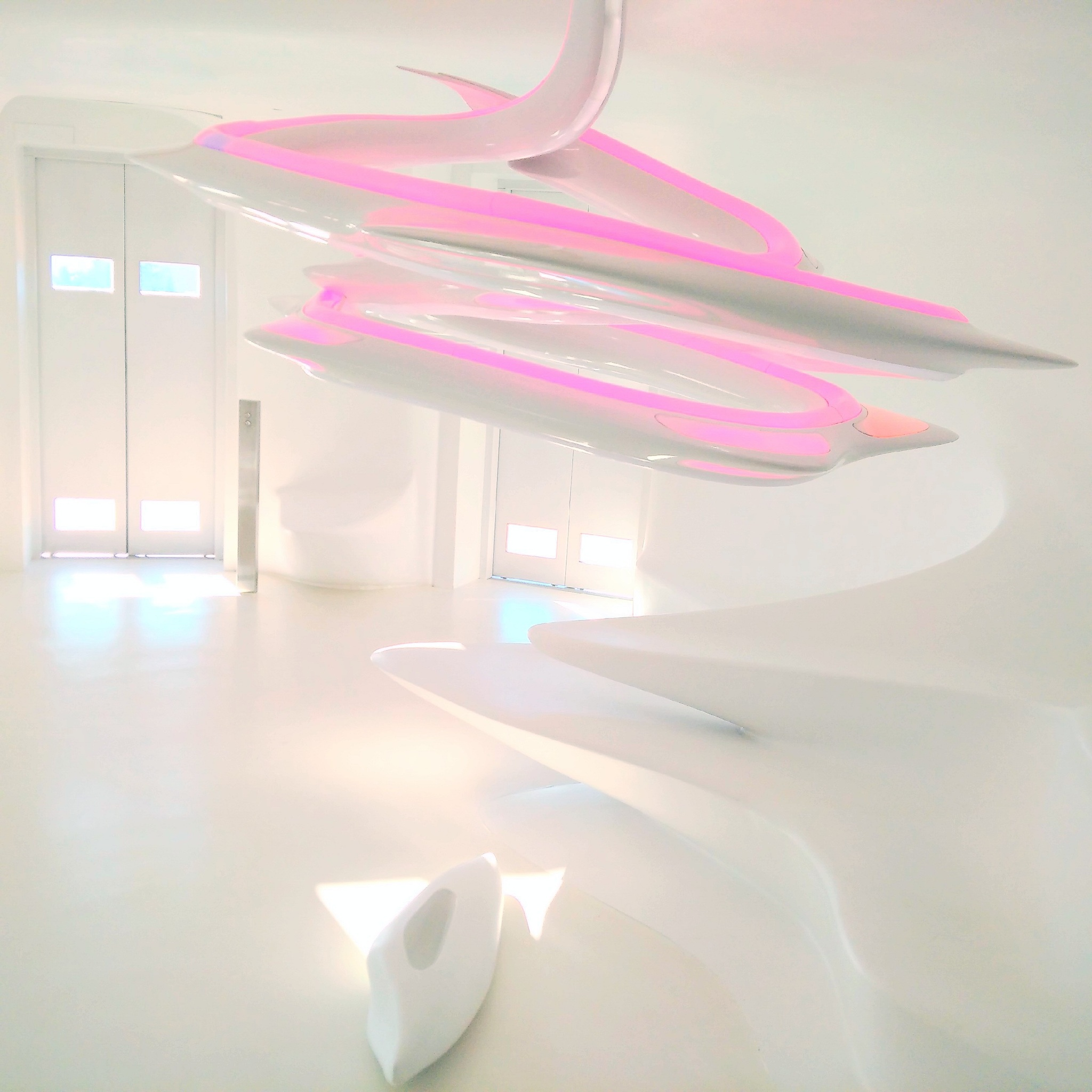
Hotel Puerta America, Madrid, Sitzbank mit Lampenanlage

### Lehrtätigkeit
In den späten 1980er Jahren konzentrierte sich Hadid auf die theoretische Arbeit als Gastprofessorin an der Graduate School of Design, Harvard University (Kenzō-Tange-Chair), dann auf der School of Architecture der University of Chicago (Sullivan-Chair). Es folgten weitere Gastprofessuren an der Hochschule für bildende Künste Hamburg, der Knolton School of Architecture in Ohio und am Masters Studio der Columbia University in New York. Im Semester 2002 nahm sie eine Eero Saarinen Visiting Professorship an der Yale School of Architecture in New Haven (Connecticut) wahr. Von 2000 bis zu ihrer Emeritierung 2015 hatte Hadid eine Professur am Institut für Architektur an der Universität für angewandte Kunst Wien inne, dort leitete sie das studio hadid, vienna.

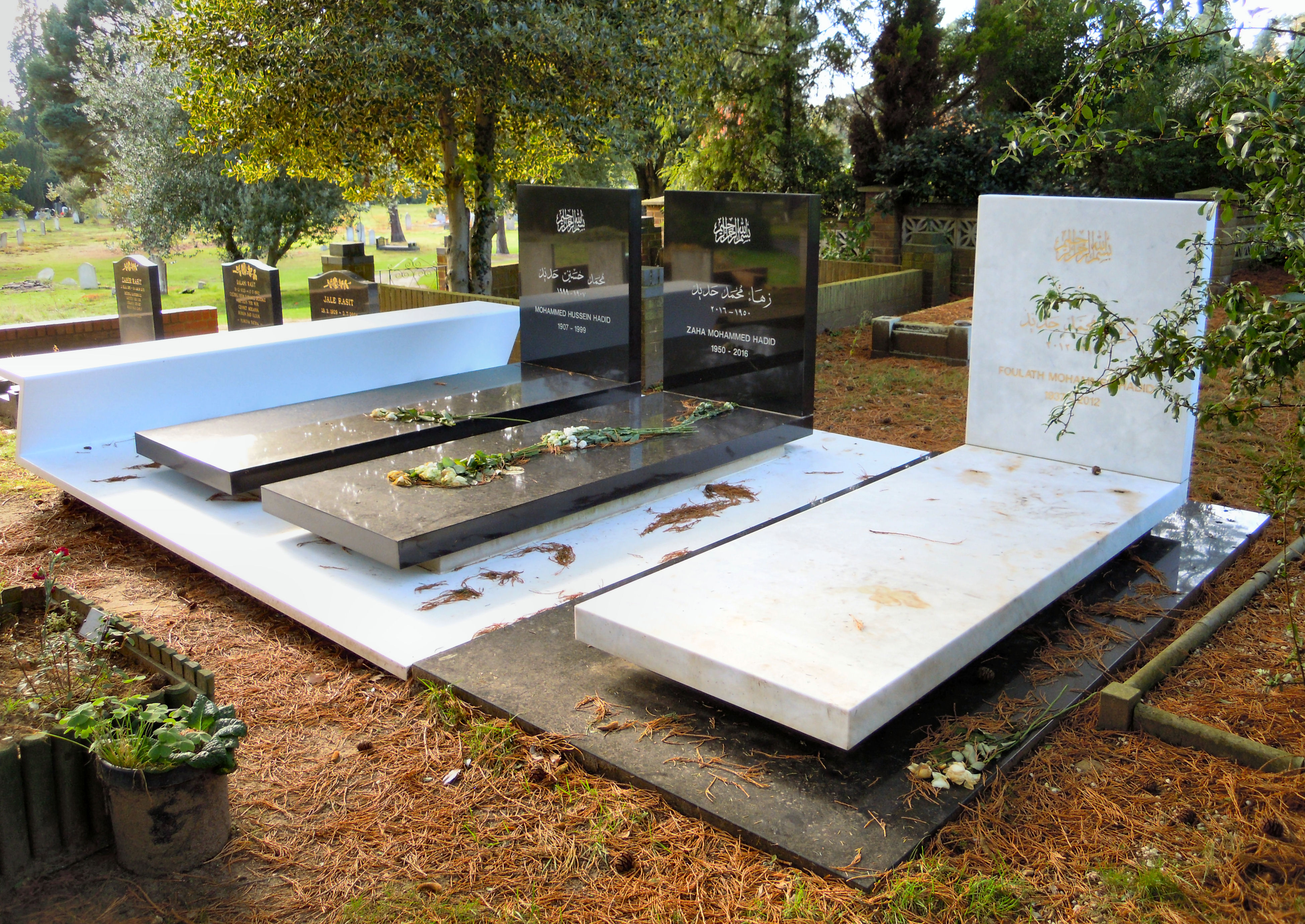
Hadids Grab (Mitte) im Brookwood Cemetery

### Tod
Zaha Hadid starb im Frühjahr 2016 im Alter von 65 Jahren in einem Krankenhaus in Miami (USA) an einem Herzinfarkt. Dort war sie wegen einer Bronchitis in Behandlung. Hadid klagte zeitlebens über Flugreisen, da ihr diese regelmäßig eine Grippe einbrachten. Sie liegt zwischen ihrem Vater Muhammad und ihrem Bruder Foulath im Brookwood Cemetery bei London begraben. Ihr Grab bedeckt eine rechtwinklige Steinplatte.
Sie hinterließ unter anderem ihren Bruder und ihre Nichte Rana Hadid, die ebenfalls als Architektin arbeitet.

## Bauwerke (Auswahl)

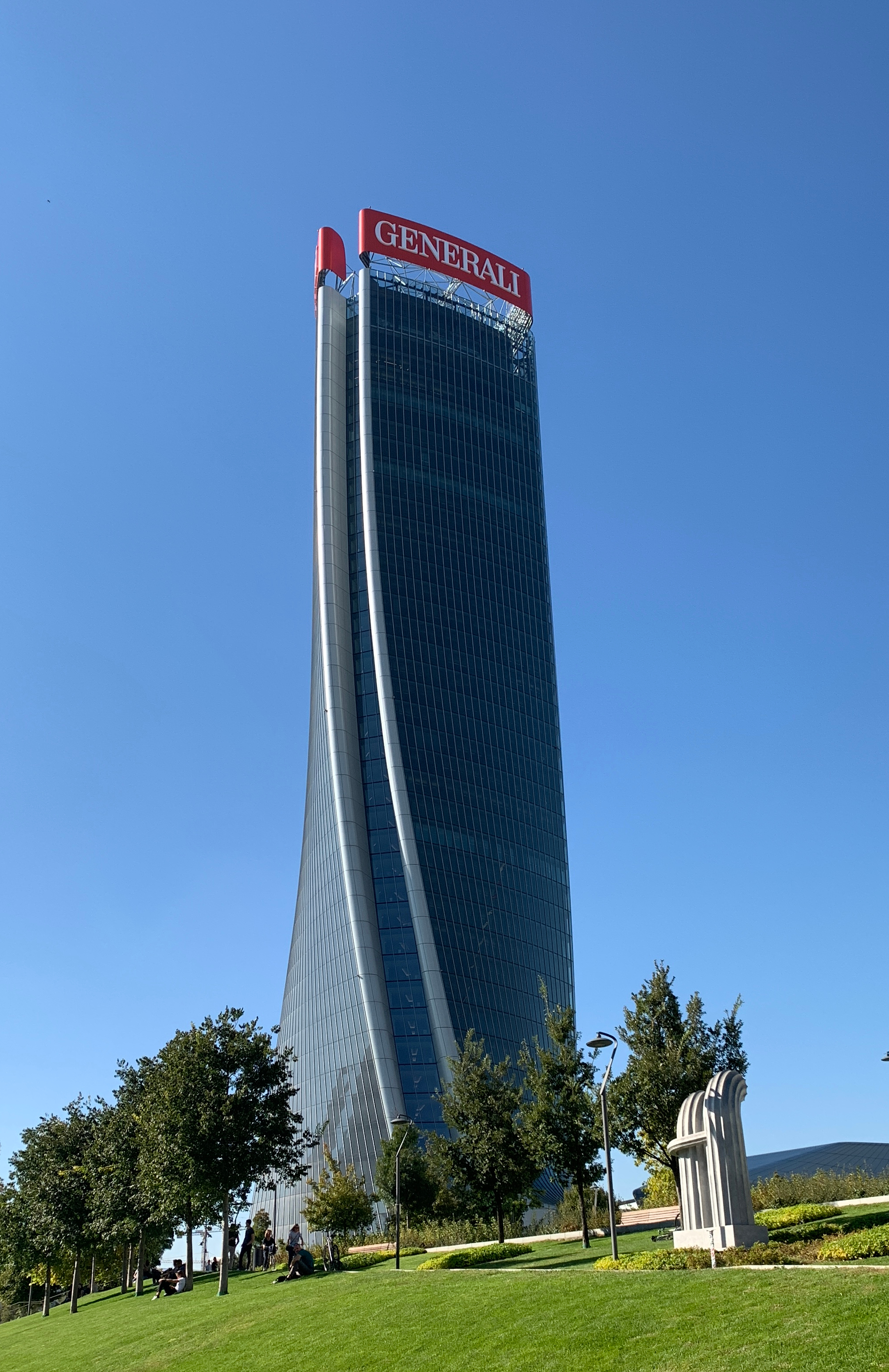
Torre Generali, Fertigstellung 2017

### Fertiggestellte Gebäude
- Geschäftshaus mit Wohnhochhaus und Wohnhof zur IBA in Berlin-Kreuzberg, Stresemannstraße 109, 1987–1994[22][51]
- Feuerwehrhaus für das Vitra-Werk auf dem Vitra Campus in Weil am Rhein, 1993
- LF one: landscape formation one, Pavillon für die Landesgartenschau in Weil am Rhein, 1999
- Straßenbahn-Endhaltestelle Hoenheim-Nord und Park+Ride-Platz, Straßburg, 2001
- Bergiselschanze in Innsbruck, 2003
- Rosenthal Center for Contemporary Arts in Cincinnati, 2003
- Zentralgebäude im BMW-Werk Leipzig, 2004
- Erweiterungsbau für das Ordrupgaard in Charlottenlund (Dänemark), Fertigstellung 2005
- phæno – die Experimentierlandschaft, ein Wissenschaftsmuseum in Wolfsburg, 2005
- Wohnbau-Anlage Zaha-Hadid-Haus am Wiener Donaukanalufer an der „Spittelauer Lände“ über den Stadtbahnbögen von Otto Wagner, 2004 bis 2006.[52]
- Hungerburgbahn / Nordkettenbahn in Innsbruck, 2005 bis 2008
- Brückenpavillon für die Expo 2008 in Saragossa[53]
- Mobiler Chanel-Pavillon aus glasfaserverstärktem Kunststoff, 2008[54]
- Hochhaus Tour CMA CGM, Sitz der französischen Reederei CMA CGM in Marseille, 2010
- Sheikh-Zayed-Brücke, Abu Dhabi (Vereinigte Arabische Emirate), 2010
- London Aquatics Centre für die Olympischen Sommerspiele 2012
- Opernhaus Guangzhou (2005 – Eröffnung 6. Mai 2010)[55]
- Kunstmuseum MAXXI (Museo nazionale delle arti del XXI secolo) in Rom (Fertigstellung 2009, Eröffnung 28. Mai 2010)
- Riverside Museum, Glasgow, Eröffnung 21. Juni 2011[56]
- Galaxy SOHO in Peking, China, Eröffnung 2012[57]
- Eli and Edytha Broad Art Museum, East Lansing (Michigan), USA; Eröffnung November 2012[58]
- Bibliothek (Library and Learning Center) des Campus der Wirtschaftsuniversität (WU), Wien, 2013
- Innovation Tower der Hong Kong Polytechnic University, Hongkong, 2013
- Technikum III des Fraunhofer-Instituts für Silicatforschung Würzburg, 2013[59]
- Heydar-Aliyev-Zentrum, Baku, Aserbaidschan, 2014[60]
- Dongdaemun Design Plaza, Dongdaemun-gu, Südkorea, Eröffnung 21. März 2014.[61]
- Messehalle 3A der NürnbergMesse, Einweihung 2014[62][63]
- MMM Corones, Südtirol, 6. Museum der Messner Mountain Museumverbands, Juli 2015[64][65]
- Youth Olympics Center Tower 1, Nanjing, 2015
- Port House/Havenhuis, Antwerpen, 2016
- Uferpromenade und Hochwasserschutzanlage Niederhafen Jan-Fedder-Promenade, Hamburg, 2016[66][67]
- Verwaltungsgebäude für Generali (Torre Generali, Torre Hadid oder Torre Storto) auf dem alten Messegelände (FieraMilanoCity) nahe dem Stadtzentrum von Mailand (Wohn- und Geschäftsviertel CityLife für drei Hochhäuser von Hadid, Libeskind, Isozaki; Fertigstellung Dezember 2017[68])
- Argos,[69] an der Stelle des Kommodhauses in Graz. Um den Abriss des Biedermeierhauses mit dem beliebten Lokal „Kommod“ 2003 gab es Bürgerproteste.[70] Der Baubeginn für den Nachfolgebau von Hadid (Wettbewerb 2005) mit Appartements und Gastlokal wurde vom Bauherrn Wegraz für Herbst 2014 angekündigt.[71][72] Die Fertigstellung war August 2019.[73] Die Eröffnungsfeier fand am 12. Februar 2020 statt.[74]
- Beijing New International Airport (gemeinsam mit ADP Ingénierie), Peking, Volksrepublik China;[75][76] nach mehreren Monaten Testlauf erfolgte am 25. September 2019 die offizielle Eröffnung.
- The Opus, Dubai (Vereinigte Arabische Emirate), 2020; darin Hotel ME Dubai, eröffnet 2020, dann wegen der Pandemie geschlossen, 2024 neu eröffnet
- Bahnhof Neapel-Afragola (in Betrieb seit 2017)
- Bahnhof und Hauptsitz von Euskotren in Durango (Spanien)
- King Abdullah Financial District (KAFD) Metro Station der U-Bahn Riad in Riad, Saudi-Arabien,[77] eröffnet am 1. Dezember 2024

### Werkschau

Frühe Bauwerke
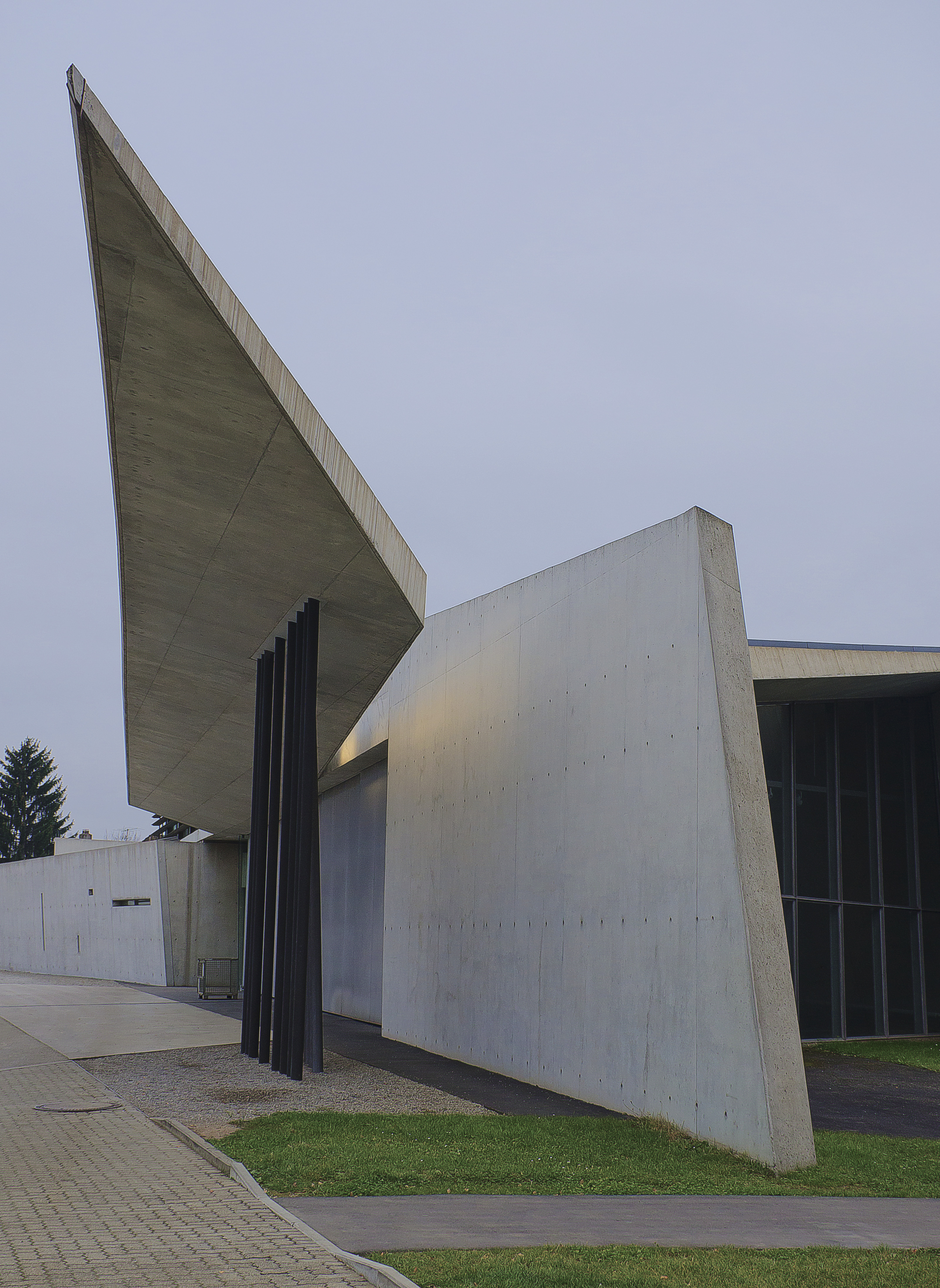
Feuerwehrhaus für das Vitra-Werk in Weil am Rhein, 1993
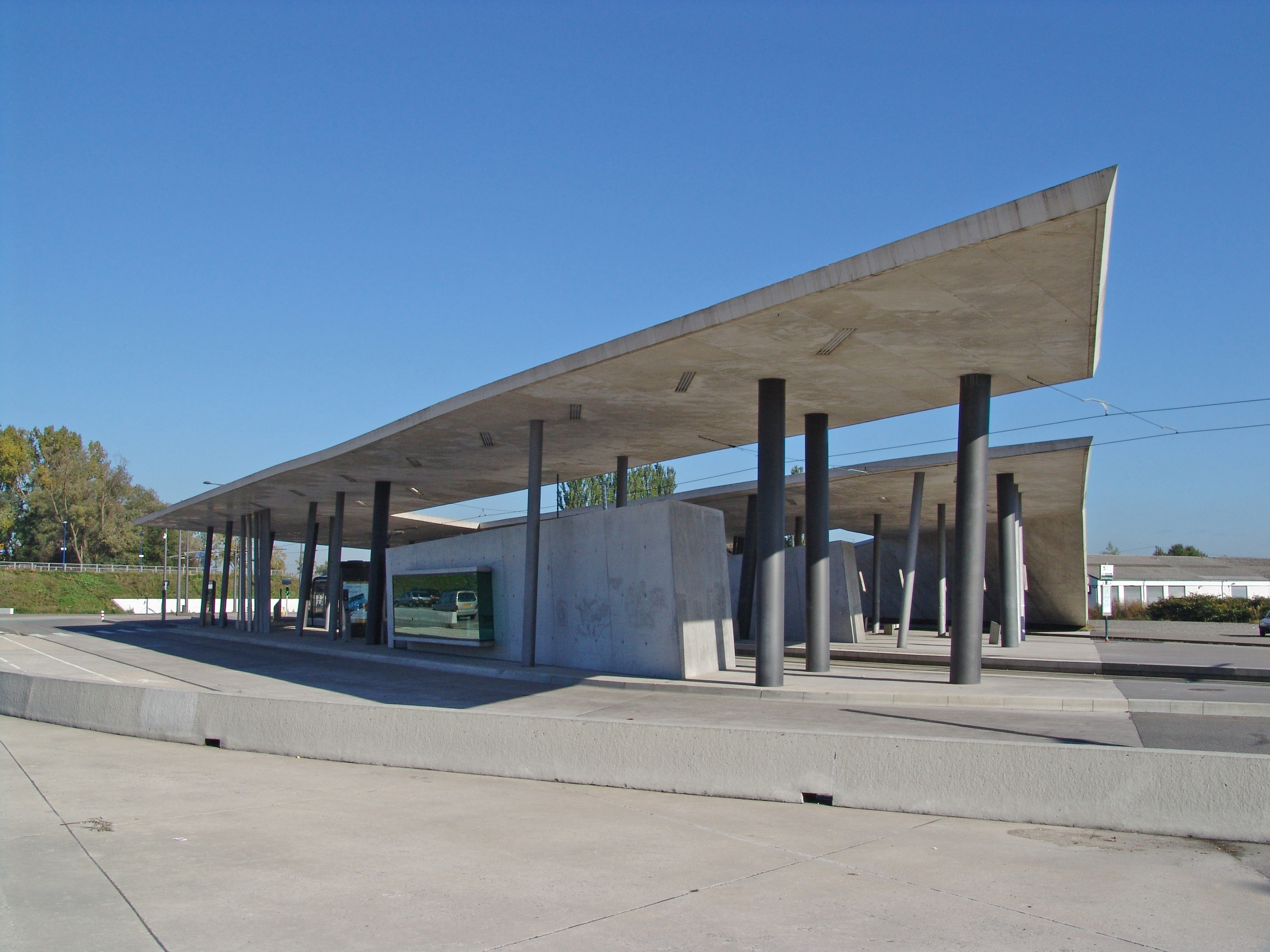
Straßenbahn-Endhaltestelle am Bahnhof Hœnheim, Straßburg
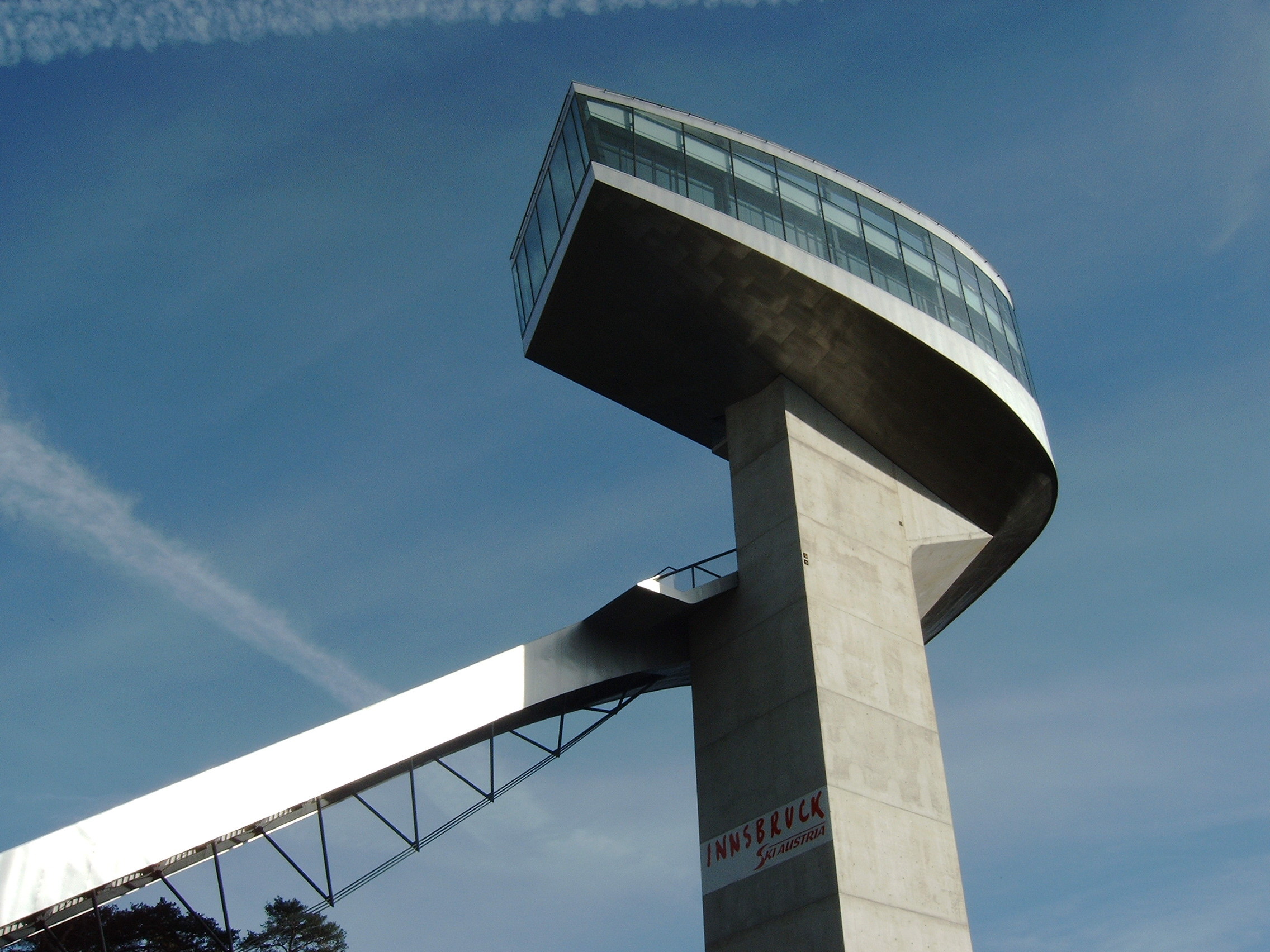
Bergiselschanze in Innsbruck, 2003
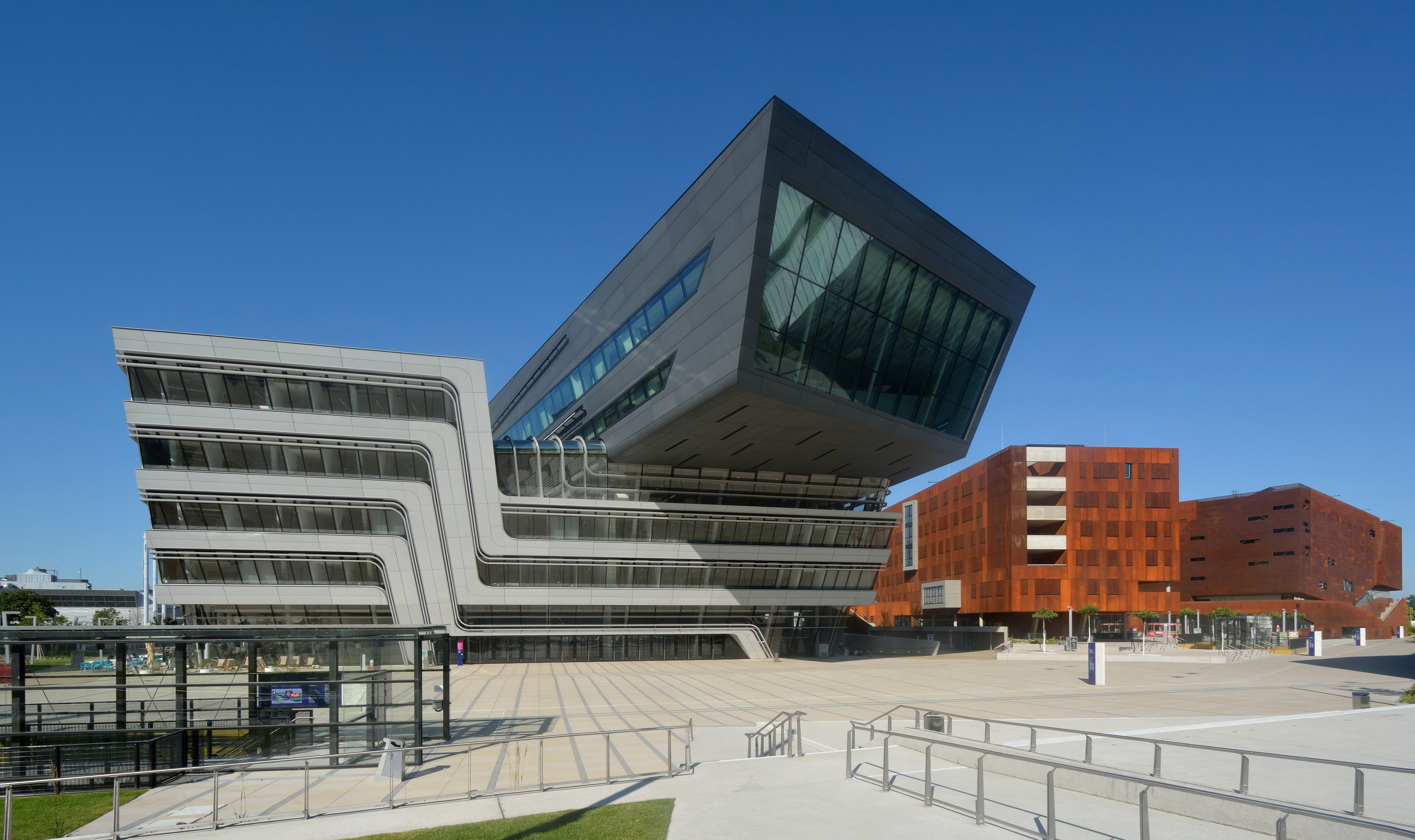
Library and Learning Center (LC) auf dem Campus der Wirtschaftsuniversität Wien, 2014
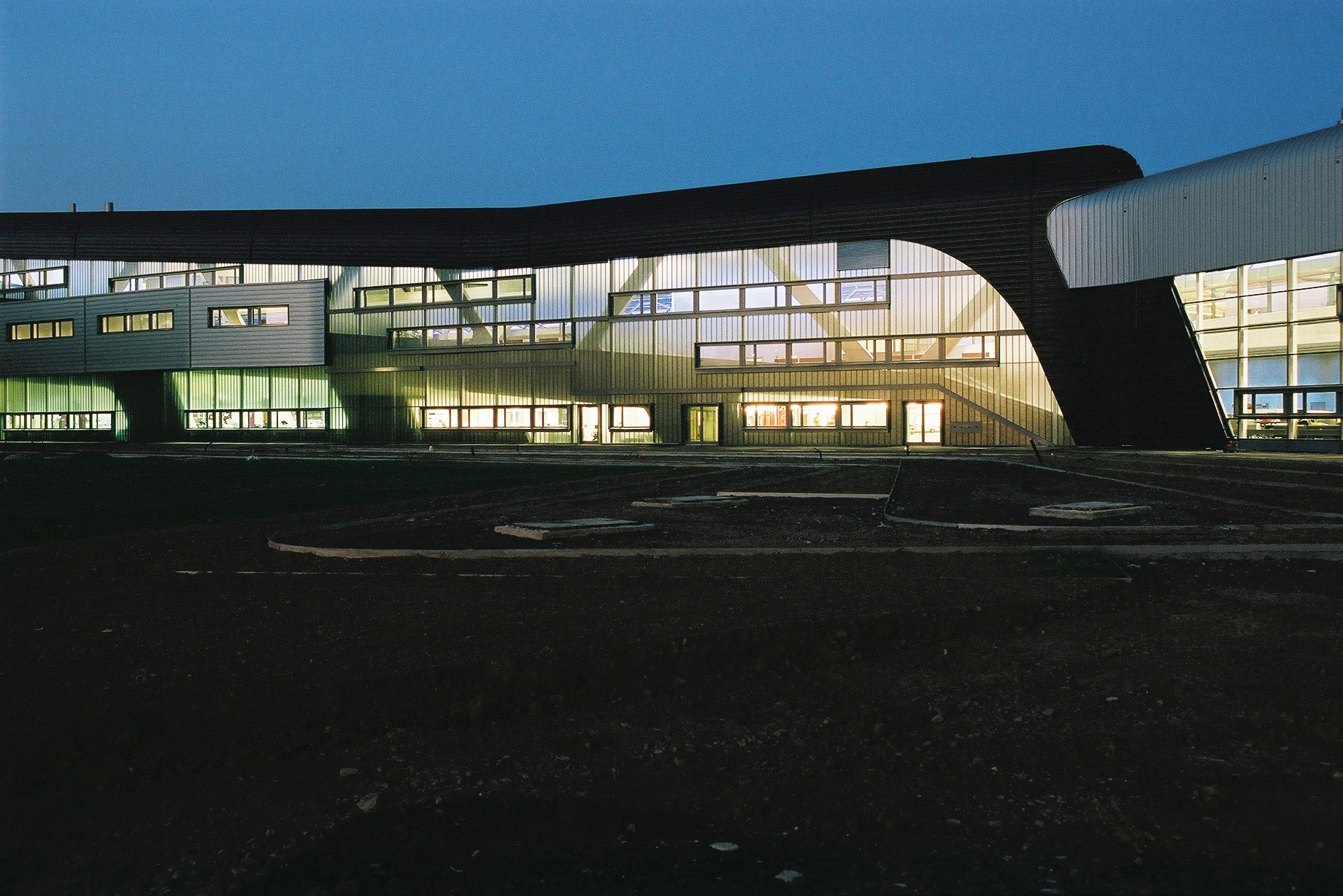
Zentralgebäude im BMW-Werk Leipzig, 2004
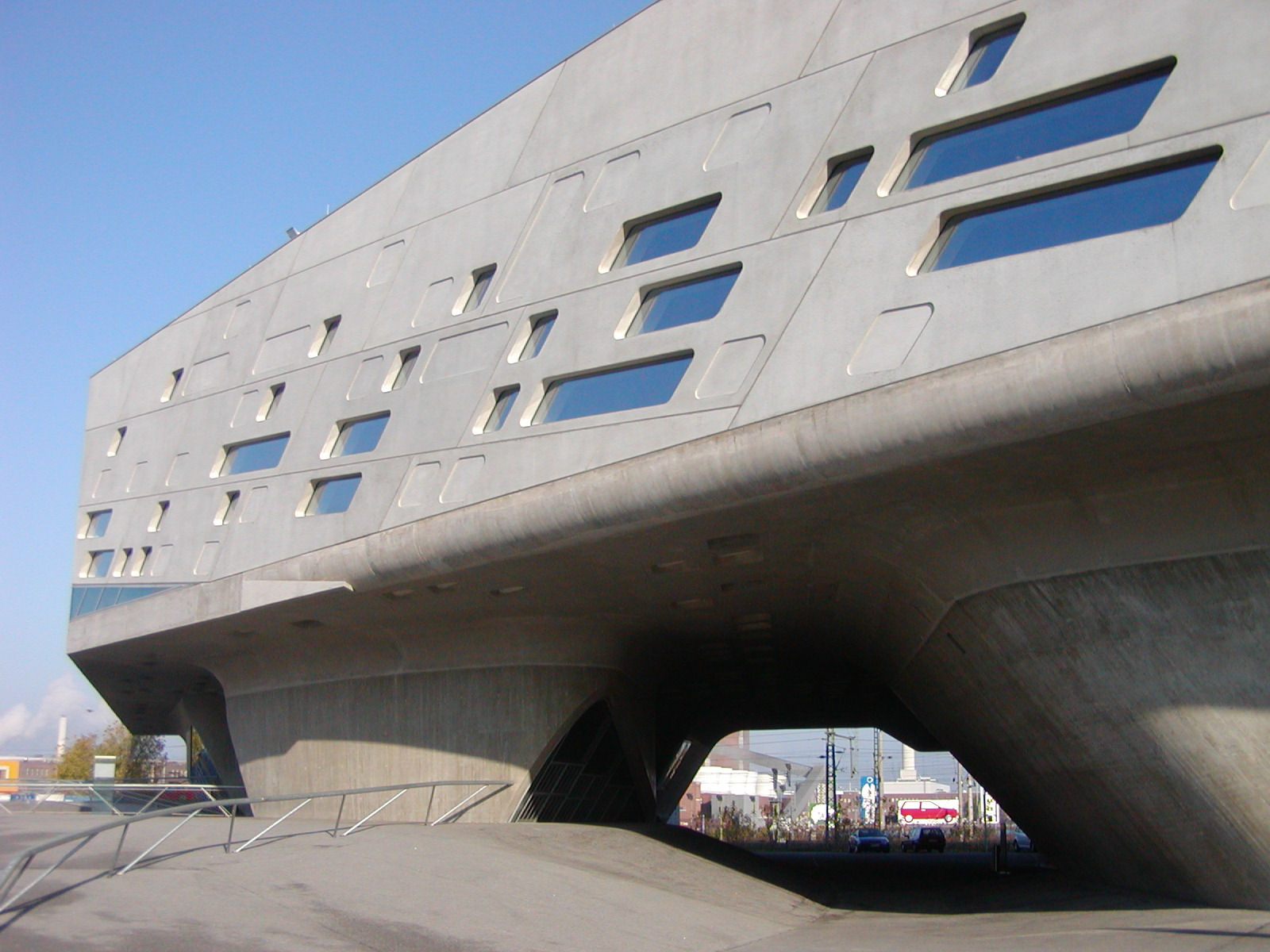
phæno in Wolfsburg, 2005

Spätere Werke
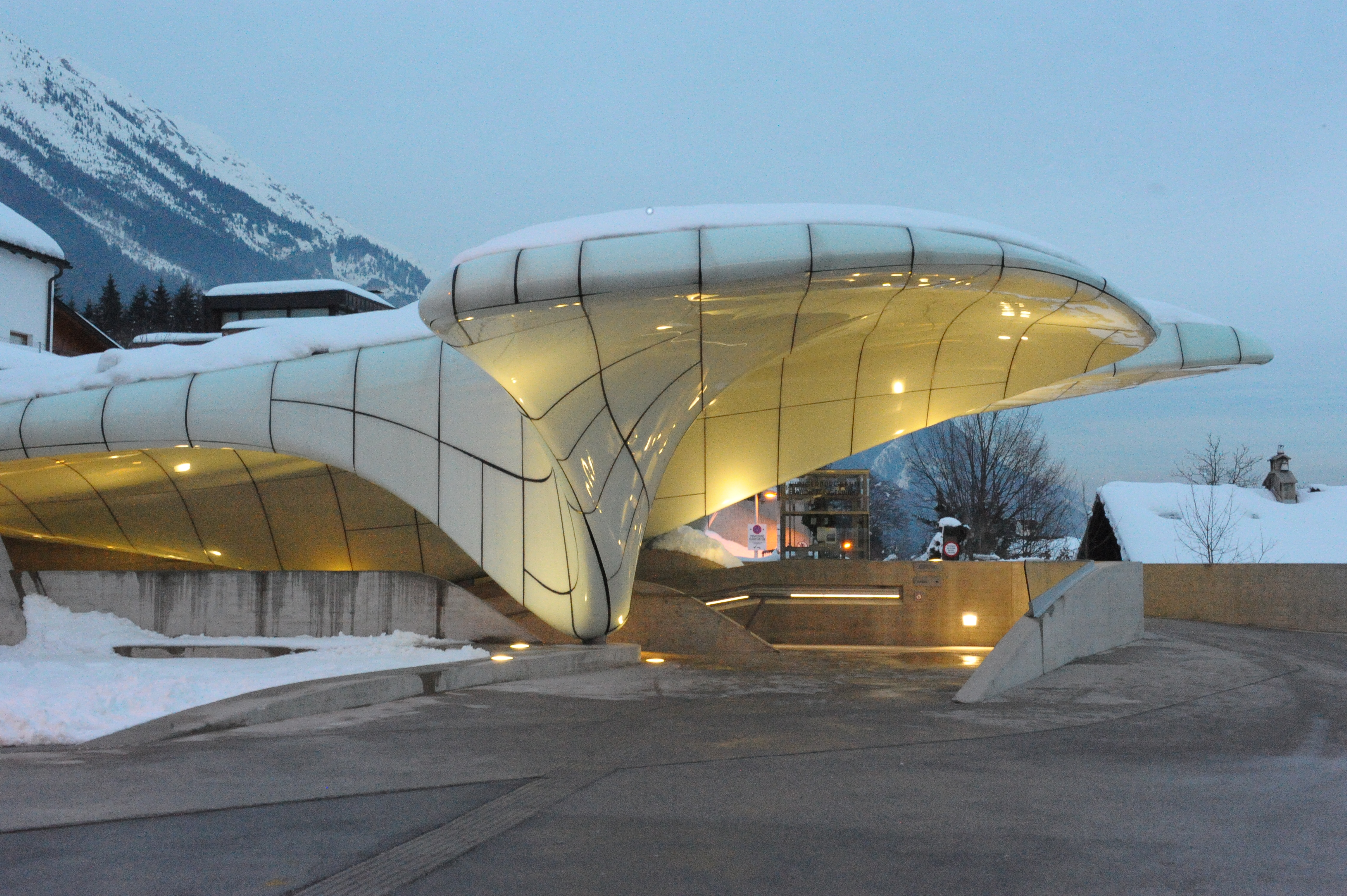
Bergstation der Hungerburgbahn in Innsbruck, 2008
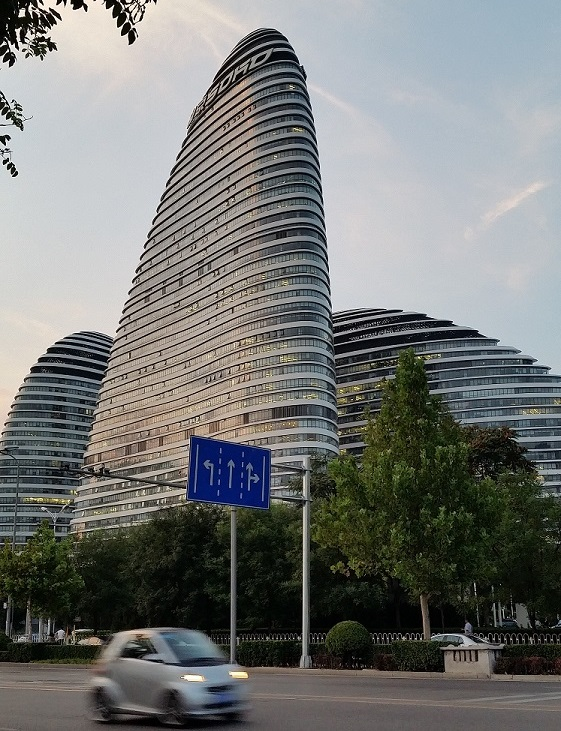
Wangjing Soho, Bürogebäude in Peking, China (2009–2014)
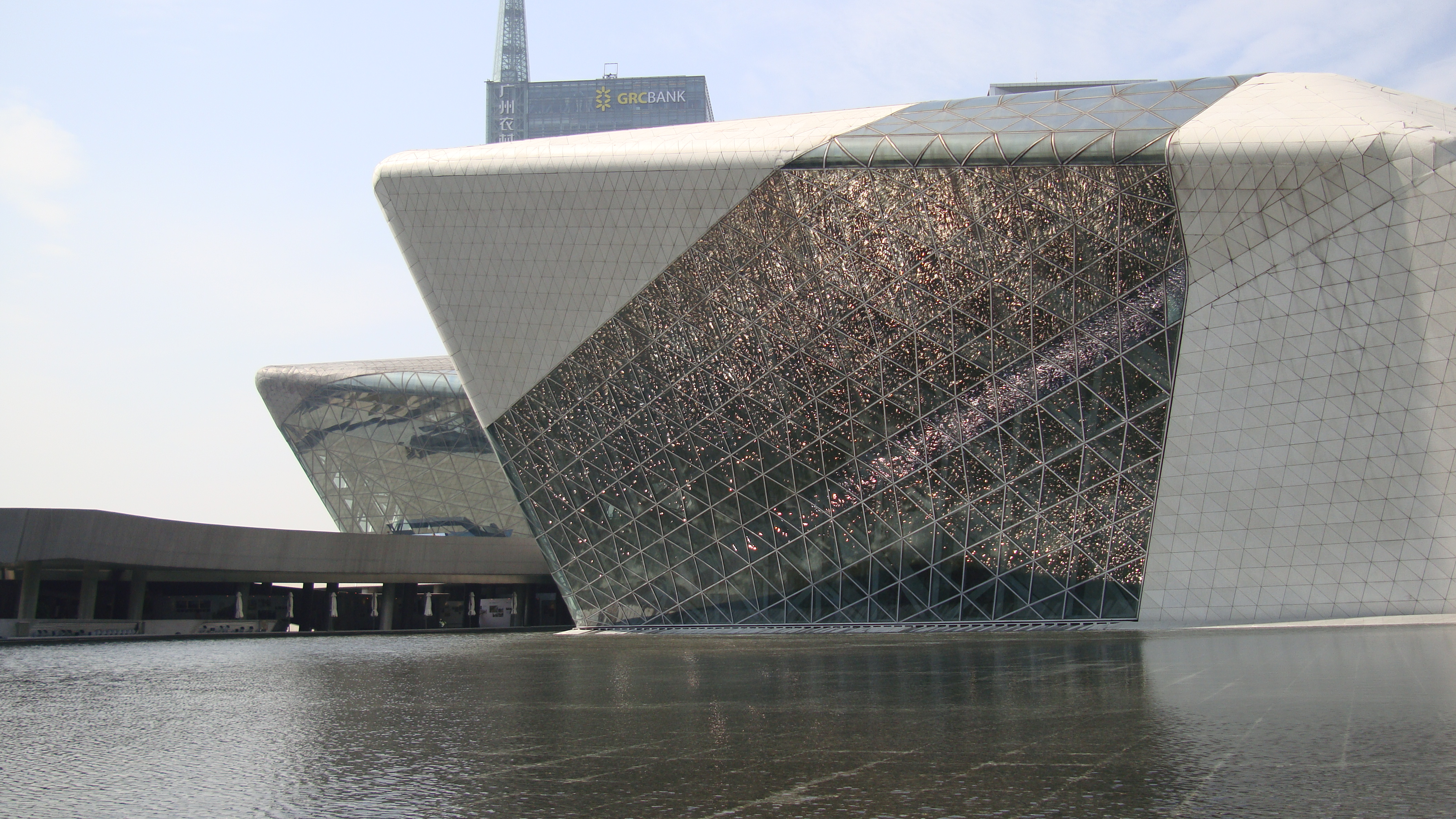
Opernhaus Guangzhou, 2010
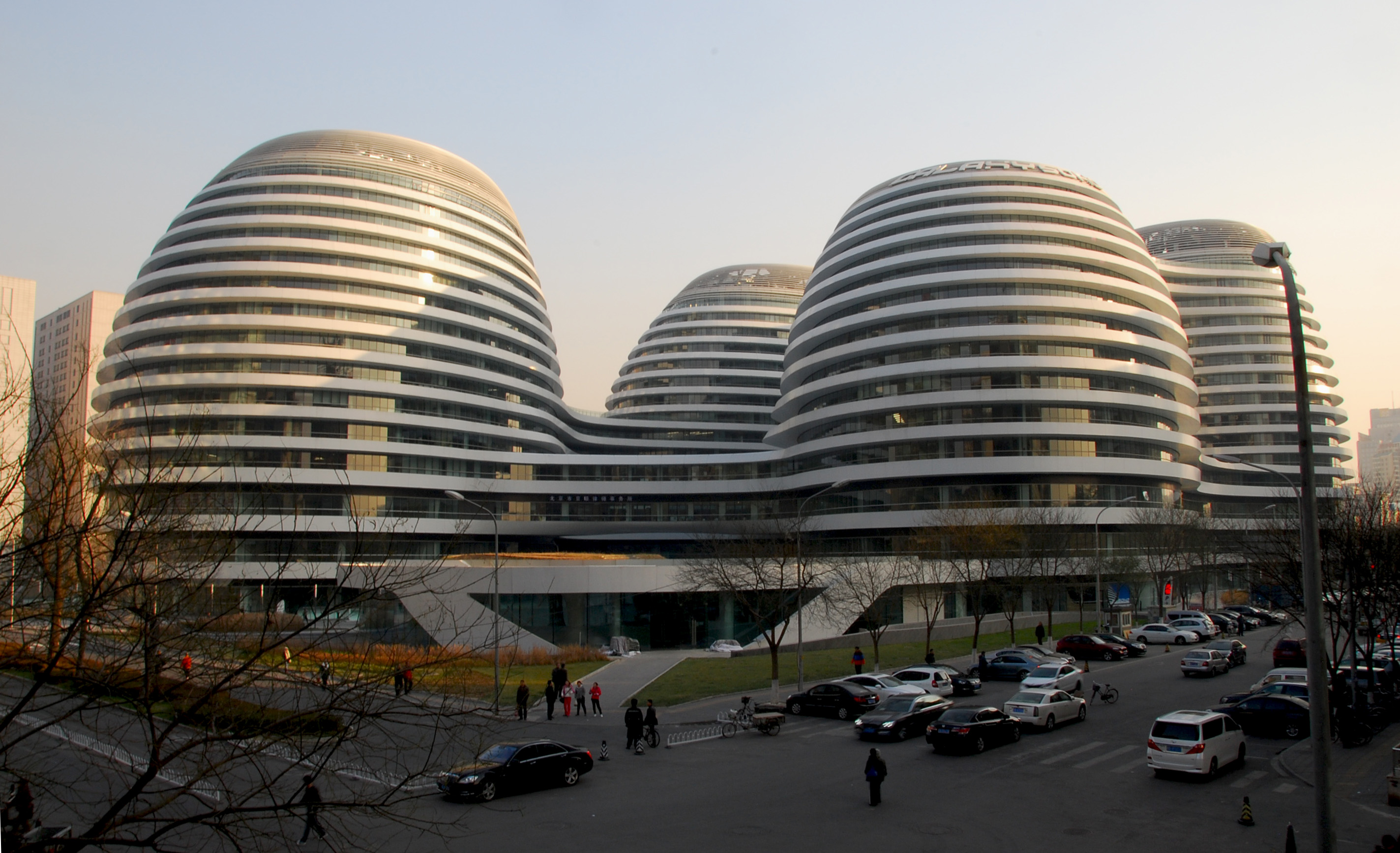
Galaxy Soho, Peking, 2013
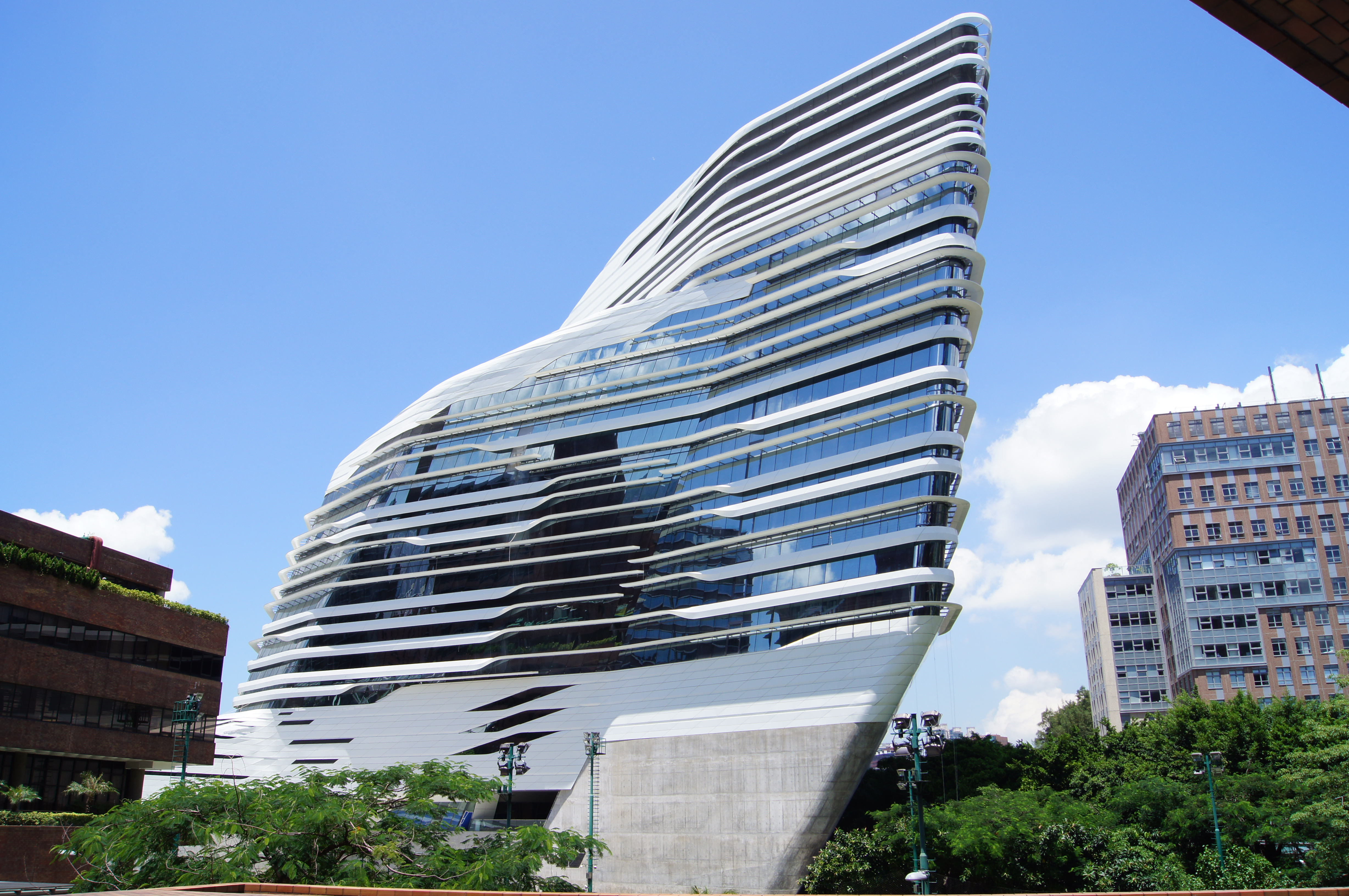
Innovation Tower, Hongkong, 2013

### Projekte
- Bürohaus in Berlin, Kurfürstendamm 70, auf einem nur 2,7 m breiten und 16 Meter langen Baugrundstück.[78] Der Entwurf gewann 1986 den Wettbewerb, wurde aber von den Bauherren der Euwo Holding KG[19] abgelehnt. Das Deutsche Architekturmuseum (DAM) in Frankfurt am Main stellte in einer halbjährigen Ausstellung von 2017 bis 2018 in seiner Reihe Schätze aus dem Archiv exklusiv nur diesen einen Entwurf vor.[79]
- Guggenheim-Museum in Vilnius[80]
- Neubau der Universitätsbibliothek in Sevilla (nicht gebaut wegen Anwohnerklage)[81][82]
- Museo Betile, Cagliari, Museum für die frühgeschichtliche sardische Nuraghenkultur und für zeitgenössische Kunst (1. Preis 2006)[83]
- Lilium Tower, Warschau[84][85] mit luftdurchlässiger Glasfassade[86]
- Hauptsitz der Central Bank of Iraq (CBI) in Bagdad (Irak), in Planung seit 2012.[87]
- Nationalstadion, Tokio, Kasumigaoka (geplante Fertigstellung: 2018, als Hauptstadion der Olympischen und Paralympischen Spiele 2020 vorgesehen).[88] Das Projekt wurde von der japanischen Regierung abgebrochen.[89]
- Eleftheria Square, Nikosia, Zypern[90]
- Grand Théatre de Rabat, Marokko[91]
- Festspielhaus Beethoven, Bonn

## Auszeichnungen und Ehrungen
- 1982: Gold Medal Architectural Design, British Architecture, für 59 Eaton Place, London
- 1994: Erich-Schelling-Architekturpreis[92]
- 1997: Ehrenmitgliedschaft im Bund Deutscher Architekten BDA
- 2000: Ehrenmitglied der American Academy of Arts and Letters[93]
- 2002: Commander of the British Empire (C.B.E.)
- 2002: Österreichischer Staatspreis für Architektur, für die Bergiselschanze
- 2003: Mies van der Rohe Award for European Architecture, für die Straßenbahn-Endhaltestelle und den Parkplatz in Hoenheim bei Straßburg, Frankreich[94]
- 2004: Pritzker-Preis, der sogenannte „Nobelpreis der Architektur“
- 2005: Österreichisches Ehrenzeichen für Wissenschaft und Kunst
- 2005: Deutscher Architekturpreis, für das Zentralgebäude des BMW-Werkes in Leipzig
- 2009: Praemium Imperiale, Japan
- 2010: Stirling-Preis, für MAXXI, Rom
- 2011: Stirling-Preis, für Evelyn Grace Academy, London
- Im Oktober 2011 war Zaha Hadid Mitglied der Jury bei der Vergabe des Pritzker-Preises an Wang Shu[95]
- 2012: Jane-Drew-Preis[96]
- 2013: Aenne Burda Award
- 2013: Mitglied der American Philosophical Society[97]
- 2014: Design of the Year Award des Design Museum London, für das Heydar Aliyev Center in Baku[98]
- 2015: Großes Goldenes Ehrenzeichen für Verdienste um die Republik Österreich[99]
- 2016: Royal Gold Medal[100]

## Ausstellungen (Auswahl)
- Zaha Hadid. Architektur. Museum für angewandte Kunst (MAK), Wien, 14. Mai 2003 – 17. August 2003.[101]
- Zaha Hadid. Solomon R. Guggenheim Museum, New York City, 3. Juni 2006 – 25. Oktober 2006.[102]
- Zaha Hadid und Suprematismus. Galerie Gmurzynska, Zürich, 13. Juni 2010 – 25. September 2010.[103]
- Zaha Hadid: Form in Motion. Philadelphia Museum of Art, Philadelphia, 20. September 2011 – 25. März 2012.[104]
- Zaha Hadid. Palazzo Franchetti, Canal Grande, Venedig, 27. Mai 2016 – 27. November 2016.[105][106][107]
- Schätze aus dem Archiv. 7: Zaha Hadid (1950–2016). Deutsches Architekturmuseum (DAM), Frankfurt am Main, 30. September 2017 – 8. März 2018.[79]
- L’Italia di Zaha Hadid. MAXXI, Rom, 23. Juni 2017 — 14. Januar 2018.[108]
- Zaha Hadid Architects: Evolution. Arts University Bournemouth (AUB), The Gallery, 15. Februar 2018 – 19. April 2018.[109]
- Eternal Flow: Zaha Hadid Design x Crossover. HOW Design Center (HDC), Shanghai, 23. März 2018 – 22. Juli 2018.[110]

## Würdigungen
Bereits bei ihrer akademischen Abschlussfeier an der Architectural Association School (AA) beschrieb Rem Koolhaas seine Studentin Zaha Hadid als einen „Planeten in ihrer eigenen Umlaufbahn“ („a planet in her own orbit“).

“Zaha Hadid flies in the face of convention and far into the future. Without that element of uncertainty, she says, that sensation of traveling into the unknown there would be no progress. Her extraordinary architecture doesn’t just stand, it slides, it wishes, it juts, it moves. Her buildings make us feel like in another place, another world even, a Zaha-shaped world.”

„Zaha Hadid fliegt dem Gewöhnlichen davon und weit in die Zukunft hinein. Ohne dieses Element von Ungewissheit, sagt sie, dieses Gefühl einer Reise in das Unbekannte gäbe es keinen Fortschritt. Ihre außergewöhnliche Architektur steht nicht nur, sie verschmilzt, sie gleitet, sie wünscht, sie ragt hervor, sie bewegt. Ihre Gebäude lassen uns wie an einem anderen Platz fühlen, in einer anderen Welt sogar, einer von Zaha gestalteten Welt.“

“Zaha’s story is absolutely fabulous. She is the greatest woman architect in the world now and probably ever lived. […] The Hong Kong Peak competition paintings are absolutely, the sort of, you know, eye-opener of all time. A fabulous sense of colours, for instance. Her three-dimensional grasp is almost beyond everyday comprehension.”

„Zahas Geschichte ist absolut sagenhaft. Sie ist die größte Architektin auf der Welt heute und wahrscheinlich die größte, die jemals gelebt hat. […] Die Hongkonger Peak-Wettbewerbsbilder sind absolut die Art von, wissen Sie, Augenöffner aller Zeiten. Ein märchenhaftes Gespür für Farben zum Beispiel. Ihre dreidimensionale Auffassungsgabe liegt beinah jenseits des gewöhnlichen Verstehens.“

## Kontroversen
Mit dem fortschreitenden Erfolg von Hadid wuchs auch die Anzahl ihrer Kritiker und die Schärfe der Angriffe auf sie, zunehmend organisiert in Kampagnen nach den Bau-Vergaben oder Einweihungen. Schließlich wurde von einigen Kritikern versucht, ihre Arbeit in die Nähe eines Totalitarismus zu rücken. So etwa bezeichnete der Architekt Michael Murphy ihre Arbeit in zweideutiger Weise als „famously extravagant“, da sie einige ihrer Projekte für Auftraggeber aus „dictator states“ wie China und Aserbaidschan erstellte. Der Architekt Sean Griffiths, einer ihrer entschiedensten Gegner („more outspoken than most“), attackierte Hadids Werk als ein leeres Gefäß und damit als ideal für Ideologien jedweder Couleur.
Wolf D. Prix von Coop Himmelb(l)au, der wie viele andere Architekten in China und Aserbaidschan baut, nahm demgegenüber Hadid 2014 in Schutz: „Die Diskussionen über Zaha Hadids Architekturen werden immer lächerlicher. Sie ist berühmt, hat sehr viele Aufträge, und das weckt Neid. Ich kenne keinen Architekten, der, vor der Frage stehend, ein Kulturzentrum nach seinen Vorstellungen in Baku zu bauen oder nicht, wildentschlossen aus moralischen Gründen diesen Auftrag abgelehnt hätte. Ich kenne aber viele Architekten, die nie gefragt wurden und deshalb umso empörter diejenigen verurteilen, die Aufträge aus den sogenannten Diktaturen annehmen. Aber die Frage ist nicht, ob man in autoritären Gesellschaften bauen kann, sondern die Frage ist, wie man baut.“ Einerseits würden Architekten heute mit immer größeren, auch „scheinmoralischen“ Verpflichtungen beladen, zugleich werde aber ihr Einfluss auf das Baugeschehen immer geringer.
Eine zweite Kritikebene konzentriert sich auf die Ästhetik von Zaha Hadids Werk. So interpretiert zum Beispiel die Kunsthistorikerin Maike Aden das Museum MAXXI in Rom als eine „Abschottung“ gegenüber der Öffentlichkeit und dem urbanen Leben, was sie mit mehreren Zaunfotos illustriert. Das MAXXI trage damit „die unmissverständliche Botschaft einer Entdemokratisierung der Kunst in sich“. Diese von ihr wahrgenommene „Abschottung“ sei so groß, dass das Museum auch nicht mehr mit einer „niedrigschwelligen“ oder „diversifizierteren“ Museumspädagogik und „einem Mehr an Öffentlichkeitsarbeit“ aufgefangen werden könne. Tatsächlich dient der Außenzaun nur zum Schutz von Kunstobjekten, die um das Museum herum ausgestellt werden und die sich abseits der großen Piazza vor dem Eingang befinden. In ihrer Abschlussarbeit über das MAXXI kommt die Kunsthistorikerin Herta Gurtner zum gegenteiligen Schluss, dass es nämlich „gelang […] das Areal offen und einladend für alle zu gestalten, nicht nur für Museumsbesucher.“
In allgemeiner Weise urteilte die Kunsthistorikerin Laura Weißmüller in der Süddeutschen Zeitung über Zaha Hadid, diese habe sich nicht einschränken lassen wollen und eine ästhetische Formensprache entwickelt, die so deutlich war, „dass diese irgendwann die Funktion überdeckte – und den Ort, wo das Gebäude stand.“ Auch dieses Pauschalurteil steht im Widerspruch zu Hadids Verständnis von ihren Bauten, die sie primär als „Brücken“ sah, die Menschen miteinander verbinden sollen.

## Publikationen
- Zaha Hadid, Hélène Binet: Architecture of Zaha Hadid in Photographs of Hélène Binet. Lars Müller Verlag, Baden 2000, ISBN 3-907078-12-8.
- Zaha Hadid, Patrik Schumacher: Latent Utopias. Experiments within Contemporary Architecture. Steirischer Herbst 2002, Springer, Wien u. a. 2002, ISBN 3-211-83865-1, Ausstellungskatalog.
- Zaha Hadid: Zaha Hadid. Gesamtwerk 1978–2008. Aus dem Englischen übersetzt von Laila G. Neubert-Mader. DVA, München 2009, ISBN 978-3-421-03746-6. (256 S., ca. 600 farb. Abb.)
- Zaha Hadid, Patrik Schumacher (Hrsg.): Total Fluidity. Studio Zaha Hadid, Projects 2000–2010, University of Applied Arts Vienna. Herausgegeben von Institute of Architecture, Studio Zaha Hadid. Springer, Wien 2011, ISBN 978-3-7091-0486-6.
- Zaha Hadid, Patrik Schumacher (Hrsg.): Fluid Totality – Studio Zaha Hadid 2000–2015. Institute of Architecture, University of Applied Arts Vienna / Birkhäuser Verlag, Basel 2015, ISBN 978-3-0356-0625-6.

## Filme
- Reinhold Messner und Zaha Hadid bauen ein Museum. Dokumentarfilm, Deutschland, 2015, 44 Min., Buch und Regie: Peter Solfrank, Produktion: Bayerischer Rundfunk, Reihe: berggeschichten, Erstsendung: 26. Juli 2015 beim Bayerischen Fernsehen, Inhaltsangabe mit Fotostrecke von BR und online-Video.
- The Russian Revolutionary: Zaha Hadid on Kazimir Malevich. Dokumentarfilm, Großbritannien, 2014, 29:30 Min., Buch und Regie: Martina Hall, Produktion: BBC Scotland, Reihe: Secret Knowledge, Erstsendung: 9. September 2014 bei BBC Four, Inhaltsangabe mit Filmausschnitten von BBC Four.
- Imagine … Zaha Hadid: Who Dares Wins. Dokumentarfilm, Großbritannien, 2013, 71 Min., Regie: Roger Parsons, Lindsey Hanlon, Moderation: Alan Yentob, Produktion: BBC One, Reihe: Imagine, Erstsendung: 30. Juli 2013 bei BBC, Inhaltsangabe mit Video von BBC.
- Zaha Hadid: Die lange Ungebaute. Gespräch mit Video-Einspielungen, Frankreich, Deutschland, 2012, 43 Min., Moderation: Anja Höfer, Produktion: arte France, Redaktion: Square, Erstsendung: 25. Oktober 2012 bei arte, Interview und Video-Ausschnitte anlässlich der Einweihung ihres Gebäudes Pierres Vives, einer Mediathek in einem Vorort von Montpellier.[119]
- Zaha Hadid on song: China’s Guangzhou Opera House. Reportage und Gespräch, Großbritannien, 2011, 4:08 Min., Buch und Regie: Jonathan Glancey und Dan Chung, Produktion: The Guardian, Veröffentlichung: 1. März 2011, online-Video.
- Löwin unter Wölfen – Die Architektin Zaha Hadid. Dokumentarfilm, Deutschland, 2009, 44 Min., Buch und Regie: Horst Brandenburg, Produktion: BRB Filmproduktion, WDR, Erstsendung: 30. November 2010, Inhaltsangabe von ARD, u. a. mit Hélène Binet, Thomas Krens und Patrik Schumacher.
- Diva mit phantastischen Raumvisionen. Wie die Stararchitektin Zaha Hadid die Schwerkraft besiegt. Fernseh-Reportage, Deutschland, 2009, 4:52 Min., Regie: Horst Brandenburg, Produktion: WDR, Erstsendung: ARD, 2. August 2009, Redaktion: ttt – titel, thesen, temperamente, Filmtext (Memento vom 7. September 2009 im Internet Archive).
- Zaha Hadid and Guangzhou Opera House. Fernseh-Dokumentation, VR China, 2008, 26 Min., Produktion: CCTV, Erstausstrahlung: 27. Dezember 2008, Filmseite mit Online-Videos (1. Teil und 2. Teil à 13 Min., englisch)
- Durch die Nacht mit … Zaha Hadid und Michael Schindhelm. Dokumentation, Vereinigte Arabische Emirate, 2007, 52 Min., Regie: Cordula Kablitz-Post, Produktion: ZDF, Erstsendung: 17. Januar 2008, Inhaltsangabe von arte, (Memento vom 18. April 2013 im Webarchiv archive.today).
- A Day with Zaha Hadid. Dokumentation, 2004, 52 Min., Regie: Michael Blackwood, Produktion: Michael Blackwood Productions, Inhaltsangabe mit Filmausschnitt von M. Blackwood.
 Hadid spricht über ihre Bauten und Projekte anlässlich einer Werk-Retrospektive im Museum für angewandte Kunst (Wien) im Sommer 2003.